# Kastrull

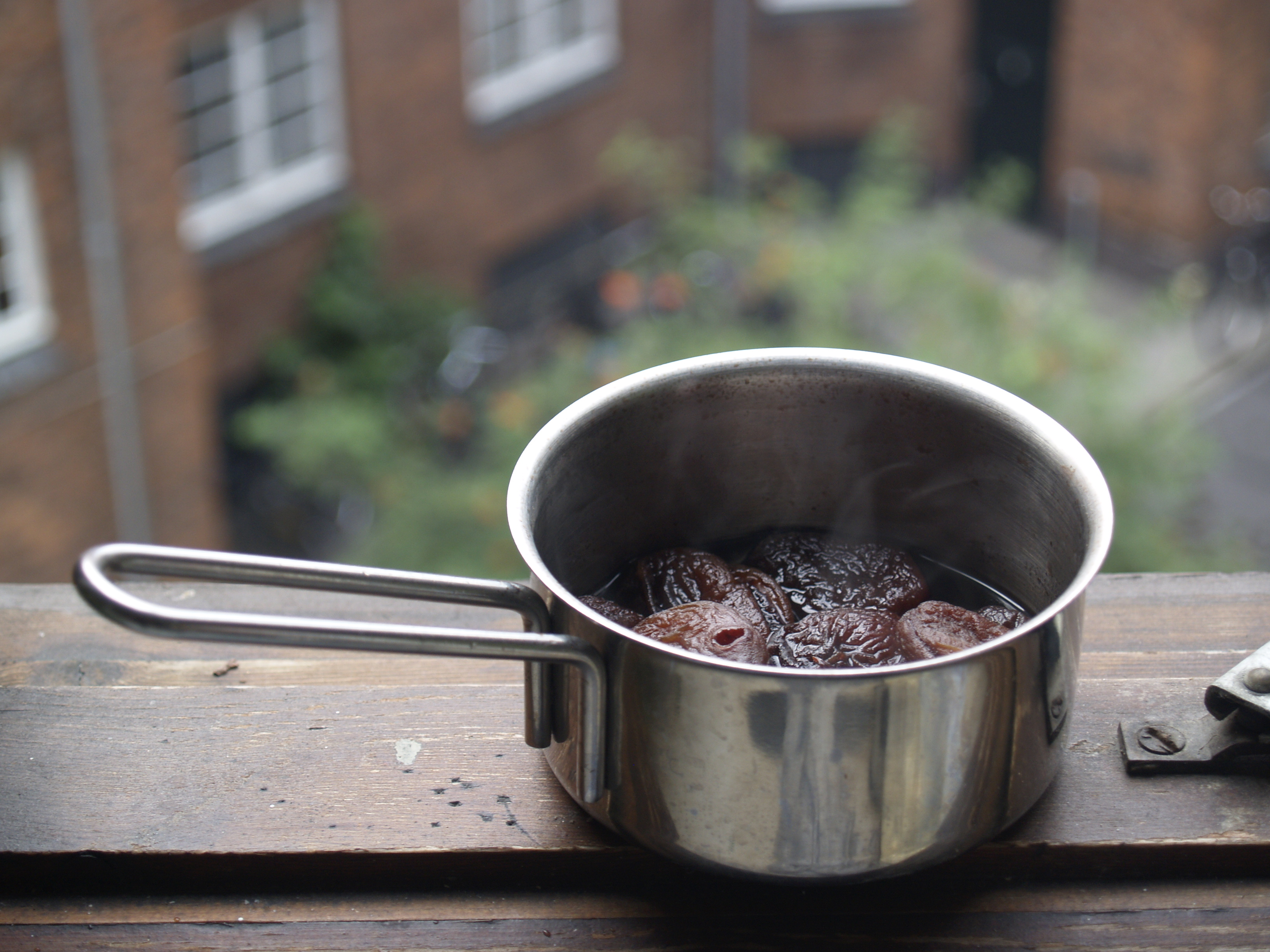
Kastrull

Aluminiumkastruller

En kastrull är ett matlagningskärl, ofta tillverkat i aluminium eller rostfritt stål, ibland belagd med teflon eller liknande material, och är avsedd för matlagning på spis. 
Kastrullen är cylinderformad, det vill säga den har flat botten och lodräta kanter samt ett handtag. Handtaget är en pinne som går vågrätt ut ur kärlet, vanligen omgivet av plast för att isolera mot värmen.
Vissa anser att skillnaden mellan en kastrull och en gryta är att det är en kastrull om den har en pinne som handtag, en gryta om den har öron.
En kastrull har som regel ett tillhörande lock som ofta är gjort av samma material som kastrullen, ibland även glas.

## Olika sorters kastruller
Aluminiumkastrullen anses bli varm fortare än den rostfria kastrullen men är inte lika lätt att hålla ren. Det förekommer också misstankar om att aluminiet kan vara illa för hälsan; forskningsresultat och rekommendationer skiljer sig. Nackdelen med den rostfria är dock att den är tyngre att hantera och anses vara svår att använda till mjölkprodukter som tenderar att "koka fast" i botten. Bottenytan på den rostfria kastrullen tillverkas ofta med olika legeringar för att höja värmeledningsförmågan.

## Namnet
Ordet kommer av franska casserole (diminutiv av casse, metallgryta),  som i sin tur kan härledas till latin och grekiska (κυάϑειον, öskärl).
Uttalet kastrull har dock troligen kommit in i svenskan via holländskan, som talades vid de svenska gjuterierna, där man bland annat tillverkade just kokkärl.[källa behövs]